# Intradermoreazione di Casoni
L'intradermoreazione di Casoni (o test di Casoni) è un esame diagnostico per echinococcosi.

## Storia
È stato il primo esame specifico per la diagnosi di echinococcosi ed è stato descritto dal medico italiano Tommaso Casoni nel 1912.

## Procedura
Il test consiste nella somministrazione intradermica, a livello del muscolo deltoide, di 0,5 ml di liquido sterilizzato proveniente dalle cisti idatidee. La comparsa, entro venti minuti, di un pomfo nel sito di somministrazione definisce il risultato del test positivo.. Successivamente alla reazione immediata si avrà quella ritardata, che dura generalmente fino a 24-48h dalla somministrazione.

## Valore diagnostico
L'esame risulta positivo in circa il 90% dei casi di echinococcosi epatica, ma in meno del 50% dei casi di cisti presenti in altri organi. Inoltre il numero di falsi positivi è alto (test poco specifico). In conseguenza di ciò il test è caduto in disuso ed è stato sostituito dai test sierologici.